# Igor Vujačić
Igor Vujačić (en serbio: Игор Вујачић; Podgorica, 8 de agosto de 1994) es un futbolista montenegrino que juega en la demarcación de defensa para el F. C. Rubin Kazán de la Liga Premier de Rusia.

## Selección nacional
Tras jugar con la selección de fútbol sub-19 de Montenegro y la sub-21, finalmente hizo su debut con la selección absoluta el 7 de junio de 2019 en un partido de clasificación para la Eurocopa 2020 contra Kosovo que finalizó con un resultado de empate a uno tras el gol de Milot Rashica para Kosovo, y de Stefan Mugoša para Montenegro.

## Clubes
| Club                 | País       | Año       | Partidos | Goles |
| -------------------- | ---------- | --------- | -------- | ----- |
| FK Zeta              | Montenegro | 2011-2012 | 28       | 1     |
| FK Vojvodina         | Serbia     | 2013-2014 | 2        | 0     |
| FK Mogren            | Montenegro | 2014      | 13       | 0     |
| FK Zeta              | Montenegro | 2014-2019 | 146      | 9     |
| Partizán de Belgrado | Serbia     | 2019-2023 | 129      | 11    |
| F. C. Rubin Kazán    | Rusia      | 2023-     | 67       | 0     |